# Operacja Caldwella-Luca
Operacja Caldwella-Luca – zabieg otolaryngologiczny, polegający na zewnątrznosowym otwarciu zatoki szczękowej przez dół nadkłowy. Jeden z podstawowych zabiegów w klasycznej chirurgii zatoki szczękowej. Wykonywany jest w znieczuleniu ogólnym.
Za twórców tej metody operacyjnej uważa się George'a Caldwella, który w 1893 roku na łamach czasopisma New York Medical Journal opisał tę metodę operacyjną oraz Henriego P. Luca, który 4 lata po G. Caldwellu na posiedzeniu Francuskiego Towarzystwa Otologicznego przedstawił technikę otwarcia zatoki szczękowej. W 1903 roku publicznie w Waszyngtonie H. Luc uznał pierwszeństwo G. Caldwella w operacji w opisaniu metody operacji zatoki szczękowej.

## Wskazania[2]
- przewlekłe ropne zapalenie zatoki szczękowej, także zębopochodne zapalenie zatoki szczękowej nie poddające się leczeniu endoskopowemu
- polipy błony śluzowej zatoki szczękowej przy nieefektywnym leczeniu drogą wewnątrznosową
- rozpoczynające się zatokopochodne powikłanie wewnątrzczaszkowe
- małe guzy niezłośliwe (np.: kostniak)
- urazy: złamanie ścian zatoki, złamanie stropu zatoki, złamanie typu blow-out
- dostęp przezzatokowy do dołu skrzydłowo-podniebiennego
- wstępna rewizja zatoki, w celu pobrania wycinka do badania histopatologicznego
- przezzatokowy drenaż ropowicy oczodołu
- ciała obce zatoki szczękowej
- wstępny zabieg do operacji na innych zatokach przynosowych: przezszczękowy dostęp do zatok sitowych, zatoki klinowej

## Etapy operacji
- Otwarcie zatoki szczękowej w przedsionku jamy ustnej przez dół nadkłowy
- Usunięcie zmienionej patologicznie błony śluzowej zatoki
- Wytworzenie nowego połączenia zatoki szczękowej z jamą nosową w przewodzie nosowym dolnym, co umożliwia lepsze opróżnianie wydzieliny z zatoki.
- założenie szwów w przedsionku jamy ustnej

## Postępowanie pooperacyjne
- zimne okłady na policzek, celem zmniejszenia obrzęku
- przepłukiwanie zatoki szczękowej
- antybiotykoterapia